# Frédéric Sinistra
Frédéric Sinistra (Seraing, 13 de gener de 1981 - Havelange, 15 de desembre de 2021) va ser un lluitador de kickboxing való, tres vegades campió del Món.
També va ser conegut pel pseudònim de «The Undertaker» ("L'enterrador") o «l'Home més fort de Bèlgica», de jove va aprendre kickboxing de forma autodidacta, competint en aquest esport als setze anys. Va guanyar el Campionat del Món fins a tres ocasions, així com diversos títols a nivell estatal i europeu. Sinistra «va guanyar diversos títols mundials i europeus de pes pesat de kickboxing al llarg de la seva carrera de 39-9», com ara el títol belga de 2004. El novembre de 2010 va guanyar el títol de la WFCA contra l'alemany Stefan Leko a la categoria de pes pesat i el maig de 2019 va guanyar el títol de l'ISKA contra l'espanyol Antonio Rubio. Algun altre oponent que va derrotar va ser Dzevad Poturak, en canvi, va pendre amb d'altres com Badr Hari i Grégory Tony.
Gran detractor de la vacuna contra la COVID-19, es va infectar d'aquest coronavirus a finals de novembre de 2021 i va ser ingressat, a petició del seu entrenador, al Centre Hospitalari Universitari de Lieja amb símptomes d'infecció respiratòria per culpa de molèsties als pulmons. Poc després va decidir donar-se d'alta voluntàriament. Va morir setmanes després, el 15 de desembre, a Havelange per complicacions del virus desencadenants d'una aturada cardíaca. Sinistra va cridar l'atenció dels mitjans després de la seva mort a causa de la seva oposició pública a la vacunació. Sinistra va deixar en vida a la seva esposa i dos fills.